# Gareth Unwin
Gareth Unwin (Düsseldorf, Alemanha, 20 de fevereiro de 1972) é um produtor cinematográfico britânico. Como reconhecimento, venceu, no Oscar 2011, a categoria de Melhor Filme por The King's Speech.